# Prutting
Prutting – miejscowość i gmina w Niemczech, w kraju związkowym Bawaria, w rejencji Górna Bawaria, w regionie Südostoberbayern, w powiecie Rosenheim. Leży około 7 km na północny wschód od Rosenheimu. Na terenie gminy znajdują się jeziora Rinssee, Hofstätter See oraz częściowo Simssee.

## Demografia
Dane o ludności z 31 grudnia 2008:
| Opis                                | Ogółem | Ogółem | Kobiety | Kobiety | Mężczyźni | Mężczyźni |
| ----------------------------------- | ------ | ------ | ------- | ------- | --------- | --------- |
| Jednostka                           | osób   | %      | osób    | %       | osób      | %         |
| Populacja                           | 2473   | 100    | 1262    | 51,03   | 1211      | 48,97     |
| Wiek przedprodukcyjny (0–17 lat)    | 559    | 22,6   | 274     | 11,08   | 285       | 11,52     |
| Wiek produkcyjny (18–65 lat)        | 1554   | 62,84  | 785     | 31,74   | 769       | 31,1      |
| Wiek poprodukcyjny (powyżej 65 lat) | 360    | 14,56  | 203     | 8,21    | 157       | 6,35      |

## Polityka
Wójtem gminy jest Hans Loy z CSU/PF, wcześniej urząd ten obejmował Quirin Meisinger, rada gminy składa się z 14 osób.
|      | CSU/PF | SPD | FWB | Razem |
| 2008 | 7      | 3   | 4   | 14    |
| 2002 | 7      | 4   | 3   | 14    |